# Liste der jamaikanischen Botschafter in den Vereinigten Staaten

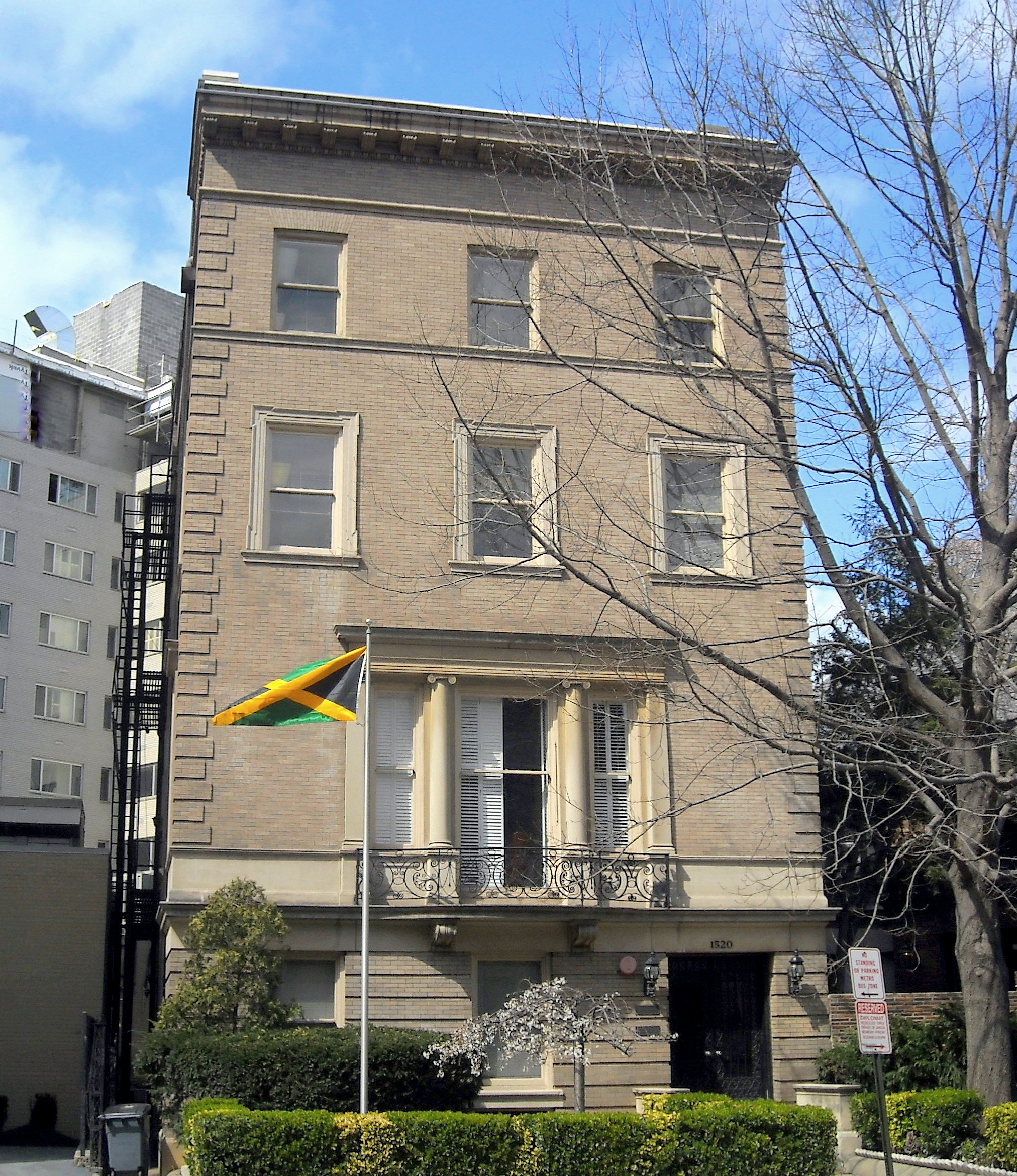
Die Botschaft befindet sich an der 1520 New Hampshire Avenue.

Der Botschafter in Washington, D.C. ist zudem regelmäßig als ständiger Vertreter der jamaikanischen Regierung bei der Organisation Amerikanischer Staaten akkreditiert.
| Ernennung     | Akkreditierung | Botschafter                | Bemerkung | Liste der Premierminister von Jamaika | Liste der Präsidenten der Vereinigten Staaten | Posten verlassen |
| ------------- | -------------- | -------------------------- | --- | ------------------------------------- | --------------------------------------------- | ---------------- |
| 6. Aug. 1962  |                | Vincent Homer McFarlane    | Geschäftsträger, eröffnete die Botschaft | Alexander Bustamante                  | John F. Kennedy                               |                  |
| 17. Sep. 1962 | 23. Okt. 1962  | Neville Ashenheim          | | Alexander Bustamante                  | John F. Kennedy                               |                  |
| 30. Aug. 1967 | 12. Sep. 1967  | Egerton Rudolph Richardson | | Donald Sangster                       | Lyndon B. Johnson                             |                  |
| 28. Sep. 1972 | 2. Okt. 1972   | Douglas Valmore Fletcher   | | Michael Manley                        | Richard Nixon                                 |                  |
| 9. Sep. 1975  | 21. Nov. 1975  | Alfred Rattray             | | Michael Manley                        | Gerald Ford                                   |                  |
| 10. Nov. 1980 |                | Thomas Alvin Stimpson      | Geschäftsträger (* 6. Juni 1930) 1993: Botschafter in Mexiko-Stadt. Thomas A. Stimpson, B.S. ('49) June 6, 1930 OASGA Delegate b. 63 Wildman St., Kingston JM Civil Service '50 – '55 Robert K. Stimpson Y.M.C.A. Betty V. Davis Cricket '48 Football '48 Track & Field '48, '49 Ministry External Affairs Ambassador: Mexico '93 Charge d’Affaires: USA '80 Undersecretary '75 Sr. Economist '73 st 1 Secretary: USA '67 Charge d’Affaires: U.K. '62 N.Y.U. '59 London School of Economics '65 (Economist) | Edward Seaga                          | Jimmy Carter                                  |                  |
| 5. Feb. 1981  | 24. Feb. 1981  | Keith Johnson              | | Edward Seaga                          | Ronald Reagan                                 |                  |
| 8. Mai 1991   | 11. Juni 1991  | Richard Leighton Bernal    | (* 30. November 1949 in Kingston, Jamaica) Sohn von Kathleen Cecelia Maxwell und Franklin Abraham Bernal. Franklin Bernal war Beamter, ist aber vielleicht besser bekannt für sein bahnbrechendes Werk Birds of Jamaica. | Michael Manley                        | George H. W. Bush                             |                  |
| 6. Nov. 2001  | 8. Nov. 2001   | Seymour Mullings           | | Percival J. Patterson                 | George H. W. Bush                             |                  |
| 12. Juli 2004 | 15. Juli 2004  | Gordon Shirley             | Bachelor des Ingenieurwesens, des St. Augustine Campus in Trinidad, Mitte bis Ende der 1970er Jahre: Maschinenbauingenieur bei Alcan Jamaica Company Limited, Promotion in Betriebswirtschaftslehre und Operations Management an der Harvard University, 1987 bis 1991: Assistant Professor an der Universität von Kalifornien, Carlton Alexander Professor für Management am Mona Campus ab 1991 als Leiter der Abteilung für Management Studien und Direktor des Instituts für Wirtschafts in Mona. 1997 bis 2001 gleichzeitig geschäftsführender Vorstand des Jamaica Public Service, 2004–2010: Botschafter in Washington, D.C., 19. Juni 2013 – 2016: Leiter der Port Authority of Jamaica. |                                       | George H. W. Bush                             |                  |
| 26. Mai 2010  | 28. Juni 2010  | Audrey Marks               | | Bruce Golding                         | Barack Obama                                  |                  |
| 20. Juli 2012 | 30. Juli 2012  | Stephen Vasciannie         | [ 4 ] | Portia Simpson Miller                 | Barack Obama                                  |                  |